# Optical Race
Optical Race es el decimoctavo álbum de estudio del grupo de música electrónica alemán Tangerine Dream. Publicado en 1988 por el sello discográfico Private Music fundado por Peter Baumann, antiguo integrante del grupo durante los años 70, destaca por iniciar una nueva etapa de la banda denominada «Melrose Years».
Ross Boissoneau, en su valoración para AllMusic, lo califica como "uno de los álbumes más accesibles de toda la trayectoria de Tangerine Dream. Las melodías y los ganchos son tan fuertes como en cualquier otra producción del grupo y se complementan con capas de sonido electrónicas".

## Producción
En 1987 Tangerine Dream asistió a varios episodios que motivaron un cambio de dirección: Christopher Franke, miembro histórico desde 1971, abandonó el grupo para embarcarse en proyectos personales. También finalizó el contrato que el grupo tenía con el sello Jive Records. El grupo, integrado entonces por Edgar Froese y Paul Haslinger, alcanzaron un acuerdo con el sello de Los Ángeles Private Music para la edición de varios álbumes.

"(La relación con Peter Baumann) Es una historia muy interesante ya que trabajamos juntos como compañeros musicales durante siete años. Los últimos diez años hemos seguido caminos individuales en distintos países. Ahora volvemos a ser socios, pero a nivel empresarial, y eso es muy aventurado para ambas partes."
Edgar Froese 

Entre abril y mayo de 1988 el álbum se grabó en estudios de Viena y Berlín y fue publicado en agosto de 1988. Todas las canciones, de estilo próximo al pop electrónico, fueron compuestas por el tándem Froese - Haslinger a excepción de «Sun Gate» coescrita también con Ralf Wadephul miembro durante un breve periodo del grupo.

"Trabajamos juntos en mi canción «Sun Gate» la segunda vez que nos conocimos. Reemplazamos la melodía cantada por una más apropiada para los teclados y agregamos una guitarra. Fue un verdadero trabajo en equipo. De hecho este es un modelo de cómo hemos continuado operando: cada uno creamos composiciones iniciales en su intimidad, luego nos reunimos y, como grupo, improvisamos, expandimos y recreamos esos temas originales."
Ralf Wadephul 

Para la promoción del mismo hicieron una gira por Estados Unidos y Canadá durante los meses de agosto y septiembre de 1988. En 2003 se editó un álbum doble, titulado Rockface, que recoge esa serie de conciertos. Por su parte Optical Race ha sido reeditado en numerosas ocasiones. En 2002 también vio la luz una nueva regrabación y remezcla dentro de una serie compilatoria denominada The Melrose Years.

## Lista de temas
| N.º   | Título                  | Escritor(es)                              | Duración |  |
| 1.    | «Marakesh»              | Paul Haslinger Edgar Froese               | 8:17     |  |
| 2.    | «Atlas Eyes»            | Paul Haslinger Edgar Froese               | 4:04     |  |
| 3.    | «Mothers Of Rain»       | Paul Haslinger Edgar Froese               | 5:13     |  |
| 4.    | «Twin Soul Tribe»       | Paul Haslinger Edgar Froese               | 4:28     |  |
| 5.    | «Optical Race»          | Paul Haslinger Edgar Froese               | 3:13     |  |
| 6.    | «Cat Scan»              | Paul Haslinger Edgar Froese               | 5:35     |  |
| 7.    | «Sun Gate»              | Paul Haslinger Edgar Froese Ralf Wadephul | 4:44     |  |
| 8.    | «Turning Off The Wheel» | Paul Haslinger Edgar Froese               | 6:11     |  |
| 9.    | «The Midnight Trail»    | Paul Haslinger Edgar Froese               | 5:54     |  |
| 10.   | «Ghazal (Love Song)»    | Paul Haslinger Edgar Froese               | 5:00     |  |
| 52:39 |                         |                                           |          |  |

## Personal
- Paul Haslinger - Sintetizador, grand piano y guitarra, producción, ingeniería de sonido y mezcla
- Edgar Froese - Sintetizador y guitarra, producción, ingeniería de sonido y mezcla
- Ralf Wadephul - Guitarra en «Sun Gate»
- Norman Moore - Diseño y dirección de arte
- Monique Froese - Diseño
- Christian Gstettner - Técnico de estudio